# Дато
Дато, още Берекетли или Долно Берекетли (на гръцки: Δάτο, катаревуса: Δάτον, Датон, до 1926 година Μπερεκετλή, Берекетли), е село в Гърция, в дем Кавала, област Източна Македония и Тракия.

## География
Селото е разположено на 60 m надморска височина, на около 8 километра западно от демовия център Кавала.

## История

### В Османската империя
Името Берекетли произхожда от турско-арабското bereketli - „плодороден“, от bereket - „плодородие“, „изобилие“.
Селото е споменато като Берекетли в османски документ от 1480 година.
В началото на XX век селото е изцяло турско селище в Кавалската кааза на Османската империя. Съгласно статистиката на Васил Кънчов („Македония. Етнография и статистика“) към 1900 година Берекетли (и двете махали) е изцяло турско селище с 220 жители.

### В Гърция
След Междусъюзническата война в 1913 година селото попада в Гърция. В 1923 година жителите на Берекетли са изселени в Турция по силата на Лозанския договор и на тяхно място са настанени гърци бежанци. В 1926 година името на селото е сменено от Берекетли (Μπερεκετλί) на Датон (Δάτον). Според статистиката от 1928 година селото е изцяло бежанско с 50 семейства и 204 жители общо. Българска статистика от 1941 година показва 296 жители.
Населението произвежда пшеница, царевица и други земеделски продукти.
| Година    | 1913 | 1920 | 1928 | 1940 | 1951 | 1961 | 1971 | 1981 | 1991 | 2001 | 2011 | 2021 |
| --------- | ---- | ---- | ---- | ---- | ---- | ---- | ---- | ---- | ---- | ---- | ---- | ---- |
| Население | 158  | 171  | 239  | 336  | 446  | 362  | 250  | 231  | 253  | 274  | 310  | 236  |